# Vera Cruz kommun, São Paulo
Vera Cruz är en kommun i Brasilien.   Den ligger i delstaten São Paulo, i den södra delen av landet, 700 km söder om huvudstaden Brasília. Antalet invånare är 10 769.
Omgivningarna runt Vera Cruz är huvudsakligen savann. Runt Vera Cruz är det ganska glesbefolkat, med 28 invånare per kvadratkilometer.